# 高尿酸血症
高尿酸血症（英語：Hyperuricemia）是指血液中尿酸水平异常高的表现。在体液的pH条件下，尿酸以其离子型态尿酸盐形式存在。在人体中，正常的尿酸浓度范围的上限是：男性7 mg/dL ，女性6 mg/dL，未成年人（18岁以下）5.5 mg/L。人体的尿酸盐含量由饮食摄入的嘌呤量、人体尿酸盐合成量以及尿酸盐从尿液、消化系统排出量的平衡决定。高尿酸血症可能由于尿酸的过多产生、尿酸排出的减少或者两者兼有的因素导致。

## 引發
传特异性体质造成的尿酸过多产生、或肾脏尿酸排出量减少的原发性高尿酸血症占90%；由疾病造成的继发性高尿酸血症占10%，通常原因为肥胖、高血脂、酒精成瘾、肾衰竭或服用药物等。
許多藥物如L-多巴、菸鹼酸、環孢素、噻嗪類利尿劑(Thiazides）、呋塞米(Furosemide)以及低劑量的阿司匹林，均易引起高尿酸血症。

## 治療
通常对于伴有痛风史的患者，血尿酸控制在300μmol/L（合 5.04 mg/dL）以下，才能保证痛风石的缓慢溶解。对于没有痛风石的患者，血尿酸应控制在360μmol/L以下，以避免痛风性关节炎的反复发作。针对难治性痛风患者，尿酸的控制更应严格保持在240μmol/L以下。由于血尿酸也有一定生理功能，故血尿酸并非越低越好，一般维持血尿酸不低于200μmol/L。
- 抑制尿酸生成药物：非布司他、别嘌醇。通过非竞争机制与黄嘌呤氧化酶结合，抑制黄嘌呤氧化酶活性，从而达到抑制尿酸生成的目的。
- 促进尿酸排泄的药物：苯溴马隆、丙磺舒